# Konstantin Konstantinowitsch Mamontow

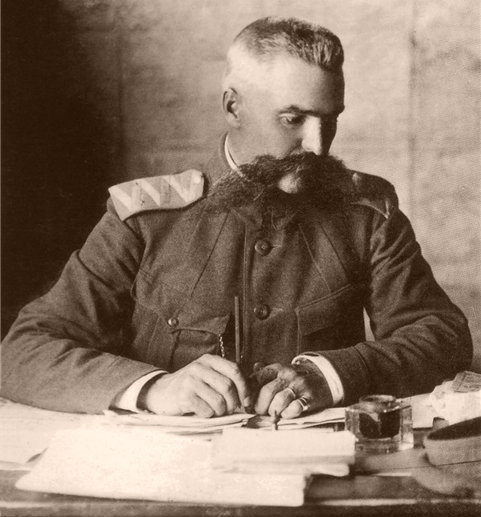
Konstantin Konstantinowitsch Mamontow, 1918

Konstantin Konstantinowitsch Mamontow (russisch Константин Константинович Мамонтов; wissenschaftliche Transliteration Konstantin Konstantinovič Mamontov, * 16. Oktober 1869 in einer Staniza des 2. Don-Okrugs bei Nischne-Tschirskaja; † 14. Februar 1920 in Jekaterinodar) war russischer Militär und berühmter Kommandeur weißer Truppen während des russischen Bürgerkrieges.

## Leben
Konstantin Konstantinowitsch Mamontow, dessen Familie aus dem Minsker Gouvernement stammte, wurde am Don geboren, und er hat sich selbst immer als einen Kosaken definiert. Gleich seinem Vater, der ein Offizier war, schlug Mamontow eine militärische Laufbahn in der zaristischen Armee ein. Er absolvierte nacheinander 1888 die Nikolai-Kadettenschule und 1890 die Nikolai-Kavallerieschule und nahm aktiv am Russisch-Japanischen Krieg als Offizier des Ersten Tschita-Regiments des Transbaikalischen Kosakenheeres teil. Am 24. August 1912 wurde er zum Oberst befördert. Während des Ersten Weltkrieges war er von Juli 1914 bis April 1915 Kommandeur des Neunzehnten Donkosaken-Regiments, vom 8. April 1915 bis April 1917 Kommandeur des Sechsten Donkosaken-Regiments und nach seiner Beförderung zum Generalmajor vom April 1917 bis Januar 1918 Kommandeur der 6. Donkosaken-Division. 
Wie die meisten Kosaken war Mamontow ein erklärter Gegner der Bolschewiki und schloss sich bei der erstbesten Gelegenheit den Weißen Truppen der Freiwilligenarmee an. Er beteiligte sich im Februar 1918 aktiv am Steppe-Feldzug, führte ein antibolschewistisches Partisanenregiment an und übernahm im April 1918 das Kommando über die Truppen der Zweiten Don-, der Ust-Medwedizkij- und der Chopjor-Gebiete. Vom Juli 1918 bis zum 23. Februar 1919 war er Kommandeur der Ostfront des Don-Gebietes, dann der Ersten Donarmee. Im Juli 1919 wurde er mit dem Kommando über eine neugebildete Stoßtruppe, das Vierte Don-Sonderkorps, betraut.
Sein Ziel war die Unterstützung des Angriffs der Truppen des General Denikin 1919, die in der historischen Literatur als Offensive der bewaffneten Kräfte des Süden Russlands 1919 bezeichnet wird, in Richtung Kursk und Woronesch. Mamontows Truppen bestanden nur aus Kavallerie, was ihnen einerseits eine große Mobilität gewährte und sie andererseits zu verwegenen überfallartigen Operationen befähigte. Der größte Erfolg des Mamontow-Korps war die Einnahme einer ganzen Reihe von Städten in Zentralrussland im August 1919, darunter Tambow, Jelez und schließlich, zusammen mit dem Korps des Generals Schkuro, die Stadt Woronesch. Der Vorstoß des Mamontow-Korps versetzte die sowjetische Militärführung in höchste Alarmbereitschaft, da Woronesch nur wenige Hundert Kilometer von Moskau entfernt liegt.
Auf persönlichen Befehl von Lenin schickte man die beste Kavalleriebrigade der Roten Armee unter der Führung von Budjonny gegen das Mamontow-Korps. Ihr gelang es im November 1919 nach sehr harten und verlustreichen Kämpfen zwischen Woronesch und Kastornoje und in der Charkower Operation, die Truppen von Mamontow vernichtend zu schlagen. Diese beiden Offensiven waren direkt mit der Orel-Kursk-Operation verbunden und waren Teil einer umfassenden Gegenoffensive der sowjetischen Südfront. Der Misserfolg Mamontows war entscheidend für die Festigung der bolschewistischen Macht und untergrub die Moral der antibolschewistischen Kräfte. Daraufhin wurde Mamontow seines Kommandos enthoben, jedoch nach wenigen Tagen auf seinen Posten wiederberufen. 
Mamontow starb am 14. Februar 1920 in Jekaterinodar während einer Tagung weißer Kommandeure und der Dongebiet-Regierung an Typhus.